# Victoria Longher
Victoria Longher (ur. 15 listopada 1971 w Nowym Sołońcu) – rumuńska polityk i działaczka społeczna narodowości polskiej, posłanka do Izby Deputowanych w latach 2016 – 2020.

## Życiorys
Urodziła się w Nowym Sołońcu. W Związku Polaków w Rumunii działa od 1990. Od 2018 jest wiceprezesem tej organizacji. Ukończyła studia na Wydziale Ekonomii i Zarządzania Biznesem Uniwersytetu w Krajowej. Pracowała jako menadżer w firmie działającej w Suczawie. 
W wyborach w 2016 uzyskała miejsce w niższej izbie parlamentu jako reprezentantka mniejszości polskiej. Należała do grupy parlamentarnej mniejszości narodowych, której była sekretarzem. 

## Życie prywatne
Jest żoną przewodniczącego Związku Polaków w Rumunii Gerwazego Longhera. Ma trójkę dzieci.